# Прапор Мадагаскару
Прапор Мадагаскару — один з офіційних символів держави Мадагаскар. Був прийнятий 14 жовтня 1958 року під час підготовки до референдуму про статус країни відносно Франції, за два роки до здобуття незалежності.
Кольори прапора символізують історію Мадагаскару, прагнення до незалежності і традиційні класи суспільства.
Червоний і білий були кольорами Королівства Меріна (меріна — найбільша етнічна група у складі народу малаги), яке було завойовано Францією в 1896 році. Ці кольори використовувалися на прапорі останнього монарха королівства, королеви Ранавалони III. Вони можуть вказувати на етнічне коріння малагасійців у Південно-східній Азії, оскільки використані на прапорі Індонезії.
Зелений був кольором племені ховів — видатного класу селянських общинників, що відіграли важливу роль в антифранцузькій агітації і в національно-визвольному русі.